# Ciclopista della val di Sole
La ciclopista della val di Sole è una pista ciclabile che, seguendo il corso del torrente Noce, si snoda dal ponte di Mostizzolo verso Cogolo nel comune di Peio.

## Descrizione
L'ambiente attraversato dalla pista è molto vario: abeti, pascoli e frutteti accompagnano tutti i 34,5 km di lunghezza.
Per rispettare maggiormente l'ambiente circostante si è scelto di evitare le tradizionali pavimentazioni in asfalto, preferendone una di tipo a impregnazione di ghiaietto.
Lungo la val del Sole, fino a Mezzana, transita anche la ferrovia Trento-Malé-Mezzana che può essere integrata nell'escursione sulla pista ciclabile, in quanto permette il trasporto di biciclette.